# Jehoszu’a Jejwin
Jehoszu’a Heszel Jejwin (hebr. יהושע השל ייבין; ang. Yehoshua Heshel Yevin lub Yehoshua Heshel Yeivin; ur. 10 maja 1891 w Winnicy, zm. 13 kwietnia 1970 w Jerozolimie) – żydowski lekarz, dziennikarz, publicysta, tłumacz, działacz syjonistyczny, współzałożyciel i członek skrajnej frakcji w ruchu rewizjonistycznym Brit ha-Birjonim.
W swojej działalności syjonistycznej do 1928 roku związany był ze środowiskami syjonizmu socjalistycznego. W tym samym roku przeszedł do ruchu rewizjonistycznego, gdzie udzielał się w kwestiach ideologicznych. Związany był także z podziemnymi organizacjami – Irgunem i Lechi.
Pisał do takich gazet jak „Do’ar ha-Jom”, „Chazit ha-Am”, „Ha-Jarden”, „Di Tat”, „Ha-Mecuda”.
W 1966 roku otrzymał Nagrodę Żabotyńskiego w dziedzinie literatury i nauki oraz za całokształt swojej pracy publicznej.

## Życiorys

### Dzieciństwo
Urodził się 10 maja 1891 roku w Winnicy w Imperium Rosyjskim w rodzinie dr Ajzika Jejwina i Racheli z domu Marszalkowic. Oboje rodzice pochodzili z tradycyjnych rodzin chasydzkich . Kiedy miał cztery i pół roku, został osierocony przez rodziców. Opieką i wychowaniem dziecka zajęła się bogata babka ze strony matki, która mieszkała w Międzyrzeczu. Początkowo miał zapewnioną prywatną edukację religijną (lekcje Tory i Miszny), następnie kontynuował naukę w gimnazjum hebrajskim w Wilnie. Miał się wówczas wyróżniać jako zdolny uczeń, a w wieku ośmiu lat znał całą Księgę Izajasza na pamięć.

### Młodość
W Moskwie rozpoczął studia medyczne. W ich trakcie wstąpił do ruchu syjonistycznego Jawne i wykładał język hebrajski w Stowarzyszeniu Miłośników Języka Hebrajskiego. Po ich ukończeniu został powołany do służby wojskowej w Armii Imperium Rosyjskiego. W trakcie I wojny światowej służył na froncie jako lekarz. Po zakończeniu wojny rozpoczął karierę literacką w językach hebrajskim i jidysz, publikował opowieści i pieśni w obu językach, w różnych czasopismach.
W 1919 roku przeniósł się do Wilna, gdzie pracował jako lekarz i nauczyciel w gimnazjum hebrajskim. W 1922 roku wyjechał do Berlina, gdzie przystąpił do socjalistycznego ruchu syjonistycznego Poalej Syjon i publikował w jego organach prasowych. W Berlinie podjął również pracę jako tłumacz i pisarz. Przetłumaczył m.in. powieść Jean-Christophe autorstwa Romaina Rollanda, Wstęp do metafizyki Henriego Bergsona czy Życie Guya de Maupassanta. W 1922 roku ożenił się z Miriam, która byłą córką znanego wydawcy Szragi Fajbla Margolina. W 1923 roku urodził się ich pierwszy syn Jisra’el. W 1924 roku wraz z rodziną dokonał alii do Mandatu Palestyny.

### Działalność w Palestynie
W Palestynie z ramienia Histadrutu pracował w Dolinie Jezreel jako wykładowca i nauczyciel. Pisał także do prasy socjalistycznej. Należał do organizacji syjonizmu socjalistycznego Ha-Po’el ha-Ca’ir, a także do Achdut ha-Awoda. W 1926 roku urodził mu się drugi syn Ze’ew. Dwa lata później, w związku z trudnościami ekonomicznymi Miriam wraz z dziećmi wyjechała do Berlina, z którego wróciła do Palestyny w 1930 roku .

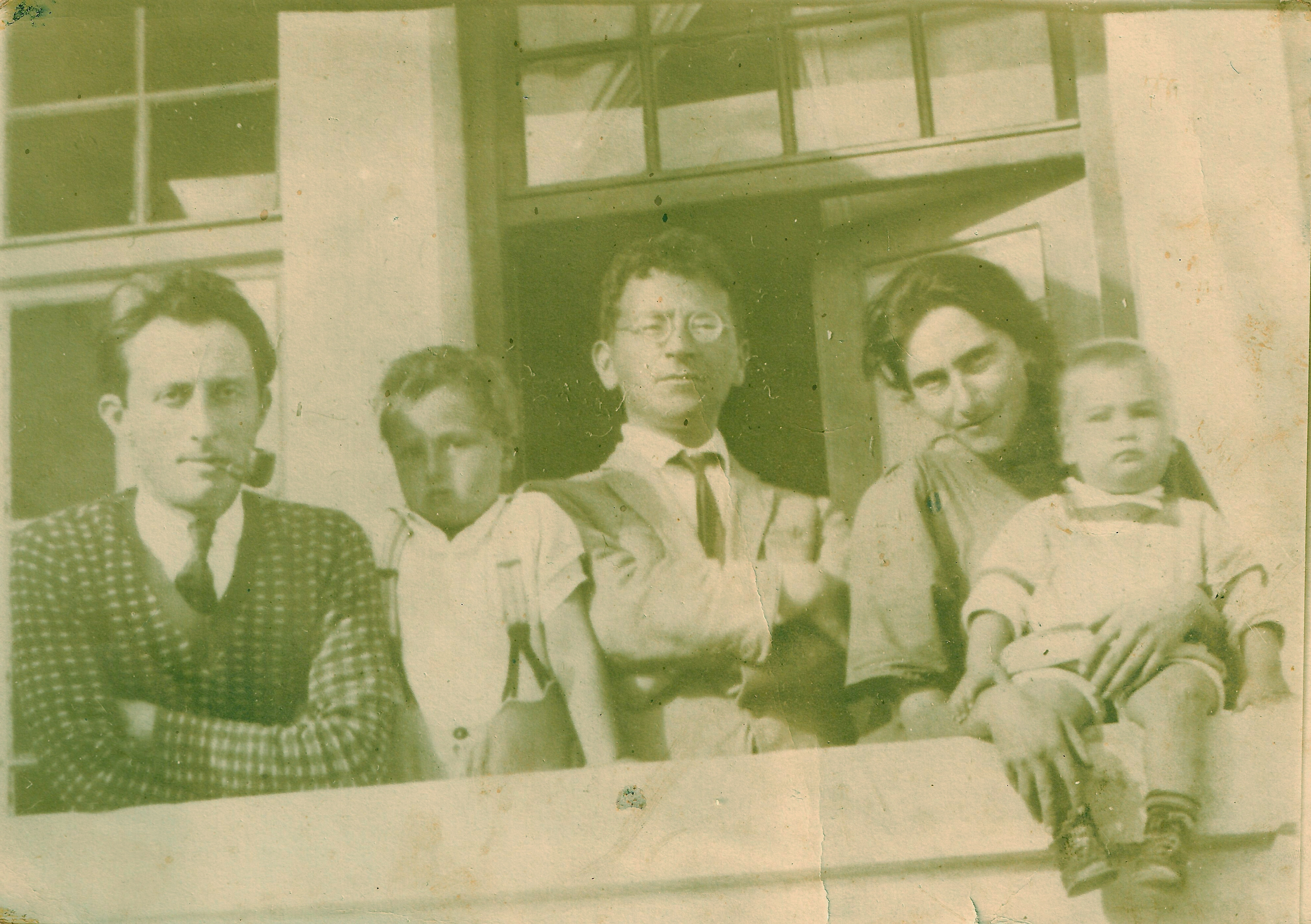
Jejwin z żoną Miriam, dwójką synów i Urim Cwim Grinbergiem (po lewej) w Tel Awiwie (1930).

W 1928 roku wystąpił ze struktur syjonizmu socjalistycznego w związku z coraz większym sprzeciwem wobec ideologii ruchu. W tym samym roku przystąpił do ruchu rewizjonistycznego. W lutym tego samego roku uczestniczył z Urim Cwim Grinbergiem i Abbą Achimeirem w krajowym zjeździe robotników rewizjonistów. W jego trakcie założyli Rewizjonistyczny Blok Pracy. Od tego czasu Jejwin zaangażował się w pracę ideologiczną i intelektualną w rewizjonizmie. Został jednym z edytorów gazety „Do’ar ha-Jom” w czasie, kiedy dzierżawcą tytułu był Ze’ew Żabotyński .
W 1930 roku wraz z Achimeirem i Grinbergiem założył Brit ha-Birjonim, frakcję reprezentującą maksymalistów w ramach ruchu rewizjonistycznego, uznającą Brytyjczyków za okupantów Ziemi Izraela. W latach 1932–1934 edytował związaną z Brit ha-Birjonim gazetę „Chazit ha-Am”, pełnił również obowiązki redaktora rewizjonistycznej gazety „Ha-Jarden” . W 1932 roku zaczął pisać do czasopisma „Ha-Mecuda”, które skupiało zradykalizowanych rewizjonistów (Dawid Razi’el, Josef Klausner, Awraham Stern, Achimeir). W czerwcu 1933 roku został zabity Chaim Arlosoroff. W związku ze śledztwem Jejwin został zatrzymany przez władze mandatowe. W więzieniu spędził cztery miesiące, z którego został zwolniony 30 listopada 1934 roku.
W latach 1937–1939 z ramienia Irgunu pisał do różnych gazet (m.in. wydawanego w II RP „Di Tat” w jidysz) i wydawnictw. W 1938 roku wydał monografię dotyczącą Grinberga pt. Uri Cwi Grinberg meszorer mechokek (hebr. אורי צבי גרינברג משורר מחוקק, dosł. Uri Cwi Grinberg poeta prawnik). W 1939 roku Irgun założył radio Kol Cijjon ha-Lochemet (hebr. קול ציון הלוחמת, dosł. Głos Walczącego Syjonu), do którego audycji Jejwin pisał teksty z Razi’elem i Sternem. W latach 1940–1948 dalej zajmował się tłumaczeniami i pisaniem tekstów dla żydowskich organizacji podziemnych - Irgunu i Lechi.

### W Państwie Izrael

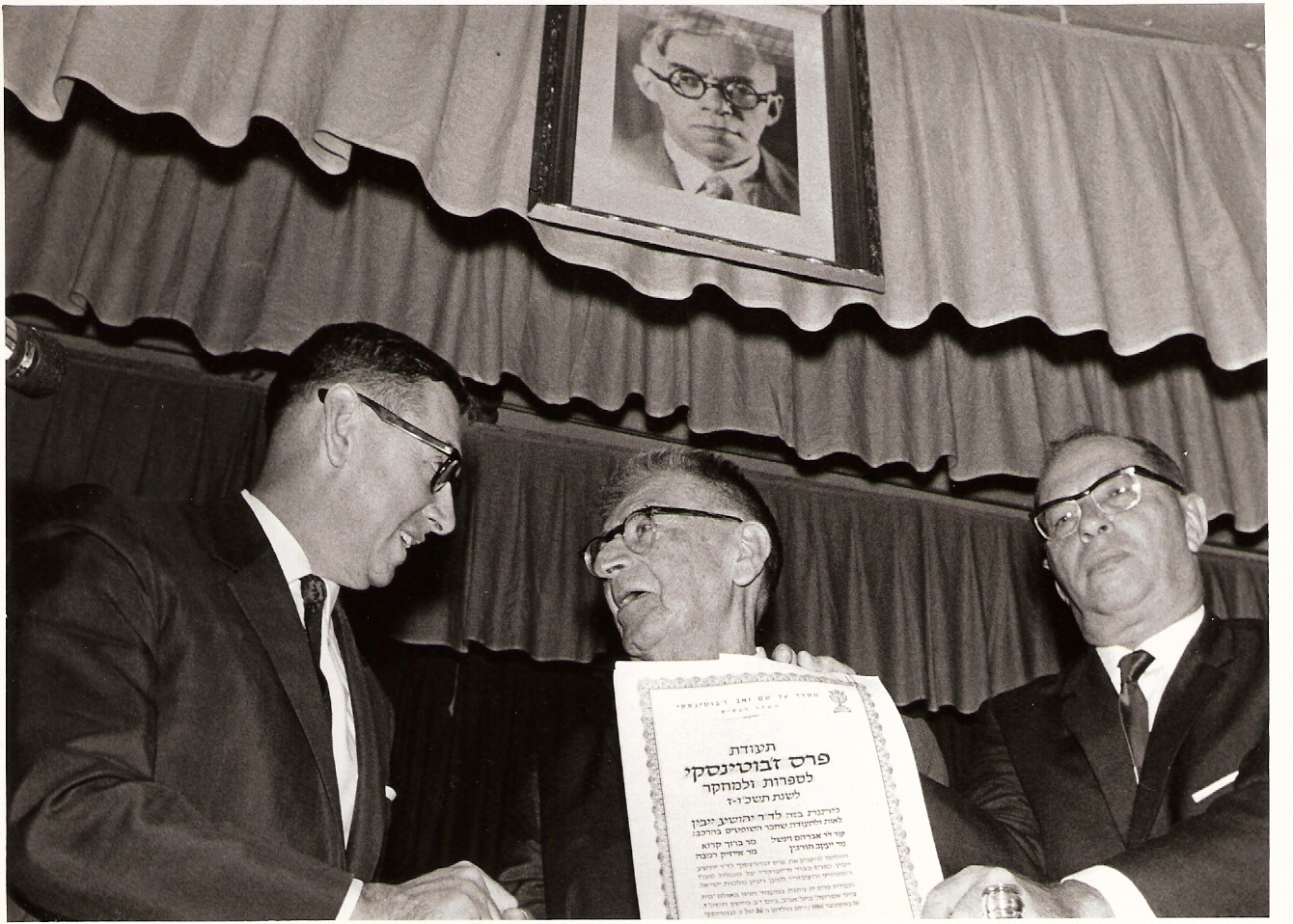
Wręczenie Nagrody Żabotyńskiego (1966).

W latach 1949–1960 publikował w czasopiśmie Jisra’ela Eldada „Sulam”, w którym pojawiały się artykuły odnoszące się do biblijnych granic Izraela i Królestwa Izraela.
W 1959 roku wygrał drugi ogólnokrajowy test biblijny z tytułem Chatan ha-Tanach . W 1966 roku otrzymał Nagrodę Żabotyńskiego w dziedzinie literatury i nauki oraz za całokształt swojej pracy publicznej.
Zmarł w Jerozolimie 13 kwietnia 1970 roku. Został pochowany na jerozolimskim cmentarzu Har ha-Menuchot.

## Poglądy polityczne
Na początku lat 30. XX wieku prowadził prywatną korespondencję z Żabotyńskim na temat środowiska maksymalistów w ruchu rewizjonistycznym. Żabotyński był zaniepokojony radykalizmem i wojowniczością środowiska Jejwina i Achimeira. Przestrzegał, że jeśli maksymaliści chcą prowadzić indywidualne działania, to nie powinni tego robić w imieniu Unii Syjonistów Rewizjonistów, którą założono „na zasadach dziewiętnastowiecznej demokracji”.  
Jejwin postrzegał syjonizm jako ruch rewolucyjny, który dąży do terytorialnego odkupienia Żydów. Literatura była w jego opinii istotnym nośnikiem wartości rewolucyjnych. Postrzegał państwo żydowskie nie jako cel do uratowania Żydów, jak czynił to Żabotyński, ale jako wartość samą w sobie. Przyszłe państwo, Królestwo Izraela, powinno się odrodzić na wszystkich ziemiach, na których kształtował się w starożytności naród żydowski. Według Shavita to Jejwin z Grinbergiem upowszechnili wśród rewizjonistów etos powstania Bar Kochby i Drugiej Świątyni. Jejwin uważał, że socjalizm hamował rozwój „zdrowego i aktywnego” przywództwa syjonistycznego. Marksizm stanowił dla niego „diabelski twór”.
Krytykował środowiska religijne za to, iż umniejszały rolę heroizmu i walki zbrojnej w Tanachu. Pisał: „gdyby nie Józef i chrześcijanie, którzy zachowali jego książkę, to nie widzielibyśmy o Bar Giorze”.
W 1931 roku wraz z Achimeirem, Grinbergiem poparł postulat, aby z egzekutywy rewizjonistycznej odwołać wszystkich działaczy, którzy wyrażali ugodowe stanowisko wobec władz brytyjskich (np. Me’ir Grossman). W to miejsce proponowali osoby, które chciały uczynić z Unii Syjonistów Rewizjonistów ruch narodowo-wyzwoleńczy. Uważał, że przywódcy Histadrutu w latach 30. XX wieku przestali działać na rzecz idei syjonizmu, a w swoich działaniach kierowali się wyłącznie cynizmem i wyrachowaniem ekonomicznym.
Negatywnie odnosił się do polityki Jiszuwu zwanej hawlagą, czyli samopowstrzymywaniem, samokontrolą, nieużywaniem przemocy, wobec arabskiego powstania w Palestynie w latach 1936–1939. Postrzegał ją jako „zdradę” i „gwarancję nietykalności dla morderców”. Już w 1930 roku w liście do Żabotyńskiego pisał o tym, że syjonizm upadnie bez Żydów umiejących walczyć z zagrożeniem. W Bejatrze oraz żydowskiej młodzieży Jejwin upatrywał siły narodu i postrzegał je jako kuźnię kadr dla przyszłej armii. Za potwierdzenie swojego stanowiska podawał Czechosłowację, Jugosławię oraz Litwę.